# Serguei Vinogradski
Serguei Nikolàievitx Vinogradski (en rus: Сергей Николаевич Виноградский) (Kíev, Imperi Rus, 1 de setembre de 1856- 25 de febrer de 1953), fou un microbiòleg, ecòleg, i edafòleg rus, pioner dels conceptes de cicles vitals, descobridor del procés biològic de la nitrificació, la primera etapa del coneixement de la quimioautotrofia.

## Biografia
Vinogradski va nàixer a Kíev. Entrà al Conservatori Imperial de Música de Sant Petersburg en 1875 per a estudiar piano. No obstant això, va ingressar a la Universitat de Sant Petersburg el 1877, per a estudiar química amb Nikolaj Menšutkin, i botànica amb Andrei Famintzin. Obté el seu diploma el 1881, i continua en aquesta Universitat per a rebre un grau acadèmic en ciència botànica en 1884. En 1885, treballa a la Universitat d'Estrasburg amb el reconegut botànic Anton de Bary; Vinogradski es guanya el reconeixement pel seu treball sobre els bacteris del sofre.

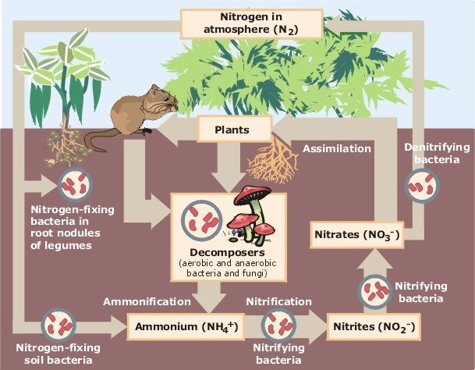
Cicle del nitrogen

En 1888, s'instal·la a Zúric, on arrenca una investigació en els processos de la nitrificació, identificant els gèneres Nitrosomonas i Nitrosococcus, ambdues oxiden amoni a nitrit, i Nitrobacter, que oxida nitrit a nitrat.
Retorna a Sant Petersburg en el període 1891-1905, sent cap de la divisió de microbiologia general de l'Institut de Medicina Experimental; en aquest període, identifica a l'anaerobi estricte Clostridium pastorianum, capaç de fixar N atmosfèric.
El 1901, és triat membre honorari de la Societat de Moscou de Ciències Naturals; i, el 1902, membre corresponent de l'Acadèmia Francesa de Ciències. Es retira el 1905, dividint el seu temps entre la seva vida privada i Suïssa.
El 1922, accepta una invitació per a encapçalar la divisió de Bacteriologia Agrícola de l'Institut Pasteur en la seva Estació Experimental en Brie-Comte-Robert, França, 30 km de París. En aquest període, treballa en un nombre de tòpics, entre bacteris del ferro, nitrificadors, fixació de nitrogen per Azotobacter, així com mètodes de cultiu per a microorganismes del sòl.
Vinogradski és molt conegut per descobrir la quimioautotrofia: el procés pel qual els organismes deriven energia d'un nombre de compostos diferents inorgànics, obtenint carboni en la forma de diòxid de carboni. Abans, es creia que els organismes autòtrofs obtenien la seva energia solament de la llum, sense sospitar de la seva obtenció de reaccions bioquímiques dels compostos inorgànics. Vinogradski va ser un dels primers investigadors a entendre i desxifrar als microorganismes fora del context de la medicina, sent realment el primer estudiós de l'ecologia microbiana i de la microbiologia ambiental. La columna de Vinogradski permet una fascinant observació de l'ecologia de la quimioautotrofía i dels microbis, demostrant-lo en conferències de microbiologia pel món.